# Tipula (Lunatipula) alaska
Tipula (Lunatipula) alaska is een tweevleugelige uit de familie langpootmuggen (Tipulidae). De soort komt voor in het Nearctisch gebied.